# Alucita nephelotoxa
Alucita nephelotoxa är en fjärilsart som beskrevs av Edward Meyrick 1907. Alucita nephelotoxa ingår i släktet Alucita och familjen mångfliksmott, (Alucitidae). Inga underarter finns listade i Catalogue of Life.